# Wiąz szypułkowy

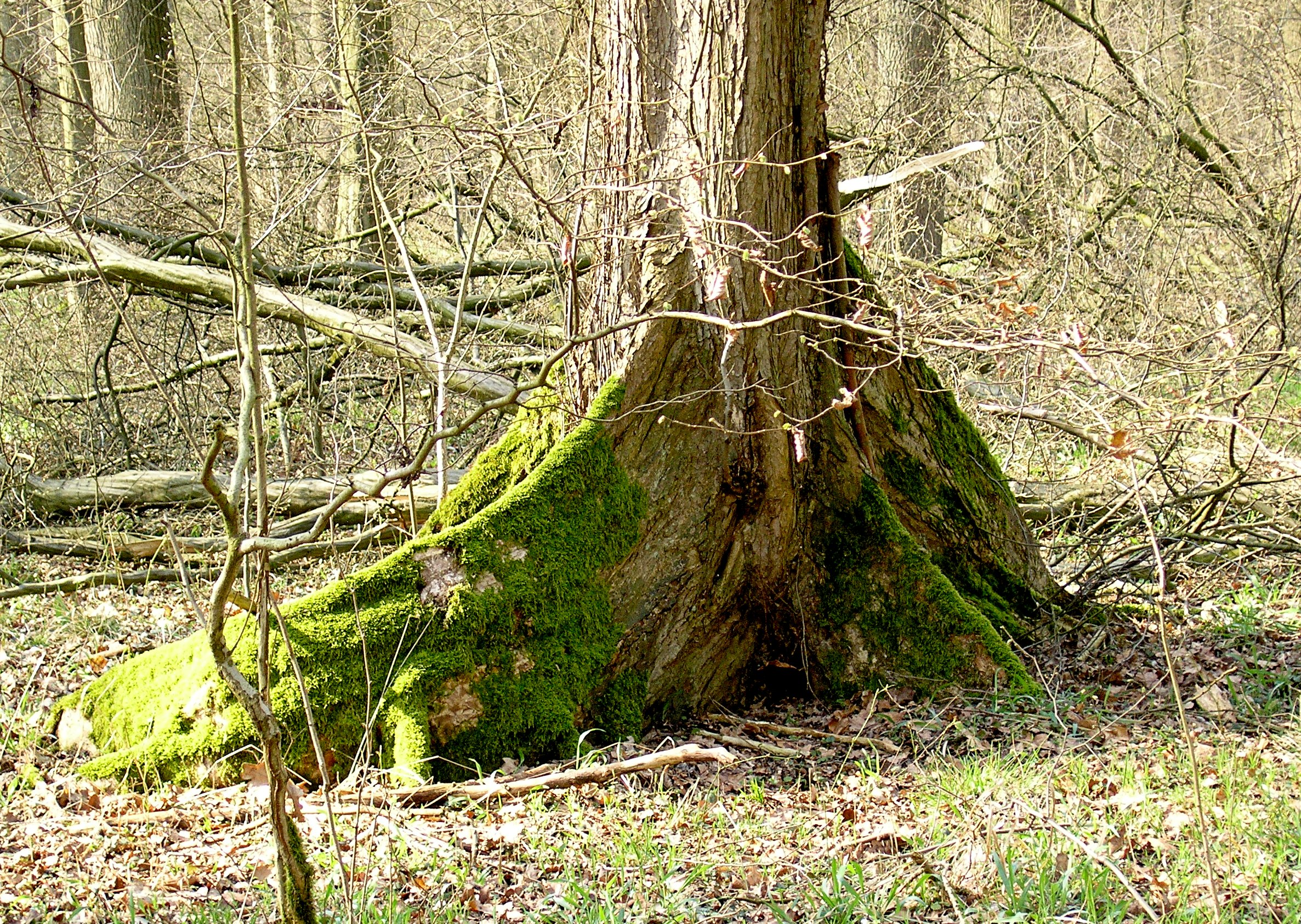
Korzenie szkarpowe wiązu szypułkowego

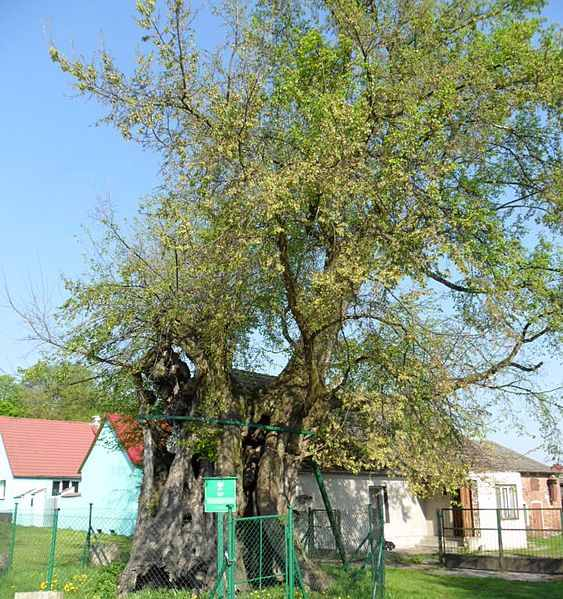
Stary wiąz szypułkowy w Komorowie koło Gubina

Wiąz szypułkowy, limak (Ulmus laevis) – gatunek drzewa należący do rodziny wiązowatych. Inne nazwy: wiąz gładki, wiąz rozpierzchły.

## Rozmieszczenie geograficzne
Europa środkowa, wschodnia i południowo-wschodnia aż po Kaukaz, na wschód od Uralu. Nie występuje w Anglii i nie przekracza granicy Bałtyku i Morza Północnego. W Europie Zachodniej jest dość rzadki, w południowo-wschodniej zaś jest bardziej pospolity od wiązu polnego. W całej Polsce jest dość pospolity.

## Morfologia
PokrójDrzewo o szerokiej, kopulastej lub pucharowato rozszerzonej ku górze koronie i o wysokości do 35–40 m. Obwodowe, drobne gałęzie często zwisają. Pień o średnicy do 1,5 m jest prosty, u drzew wolno stojących często bywa nisko rozdzielony na kilka odnóg o dość sporych rozmiarach. Korowina na pniu młodych drzew u podstawy łuszczy się cienkimi płatami. Bardzo charakterystyczne dla tego gatunku są deskowato rozszerzone nasady głównych korzeni. Natomiast u drzew starszych nasada pnia jest przez to rozszerzona i wzmocniona poprzez potężne wsporniki.
PędyPędy, nawet starsze gałązki, szczeciniasto owłosione. Pączki jednakowej wielkości i kształtu. Łuski dwubarwne – jasnobrunatne z ciemniejszymi brzegami. Pączki ostre. Pęd bruzdowany, bardzo gęsto się rozgałęzia.
LiścieLiście o kształcie eliptycznym lub odwrotnie jajowatym, najszersze powyżej środka, długości 6–14 cm, podwójnie piłkowane, na szczycie nagle zaostrzone. Charakterystyczną cechą tego gatunku jest silna asymetryczność liści u nasady. Z wierzchu liście są gładkie lub nieco szorstkie, od spodu miękko omszone. Ogonek liściowy krótki (4–6 mm).
KwiatyNa długich, zwisających szypułkach. Okwiat 6-dzielny o orzęsionych brzegach. Pręciki (6–8) o fioletowych pylnikach. Znamiona białe. Kwitnie od marca do kwietnia.
OwoceOwocem jest spłaszczony orzeszek otoczony dokoła pergaminowym skrzydełkiem. Owoce niewielkie, gęsto i drobno orzęsione, z orzeszkiem pośrodku, zwisające na długich i cienkich szypułkach. Dojrzewają w maju–czerwcu, szybko opadają z drzewa i wkrótce kiełkują.
KorzeńMa głęboki system korzeniowy. Oprócz głębokiego korzenia palowego wytwarza silne i również dość głębokie korzenie boczne, a także korzenie szkarpowe. Dzięki temu jest odporny na silne wiatry.

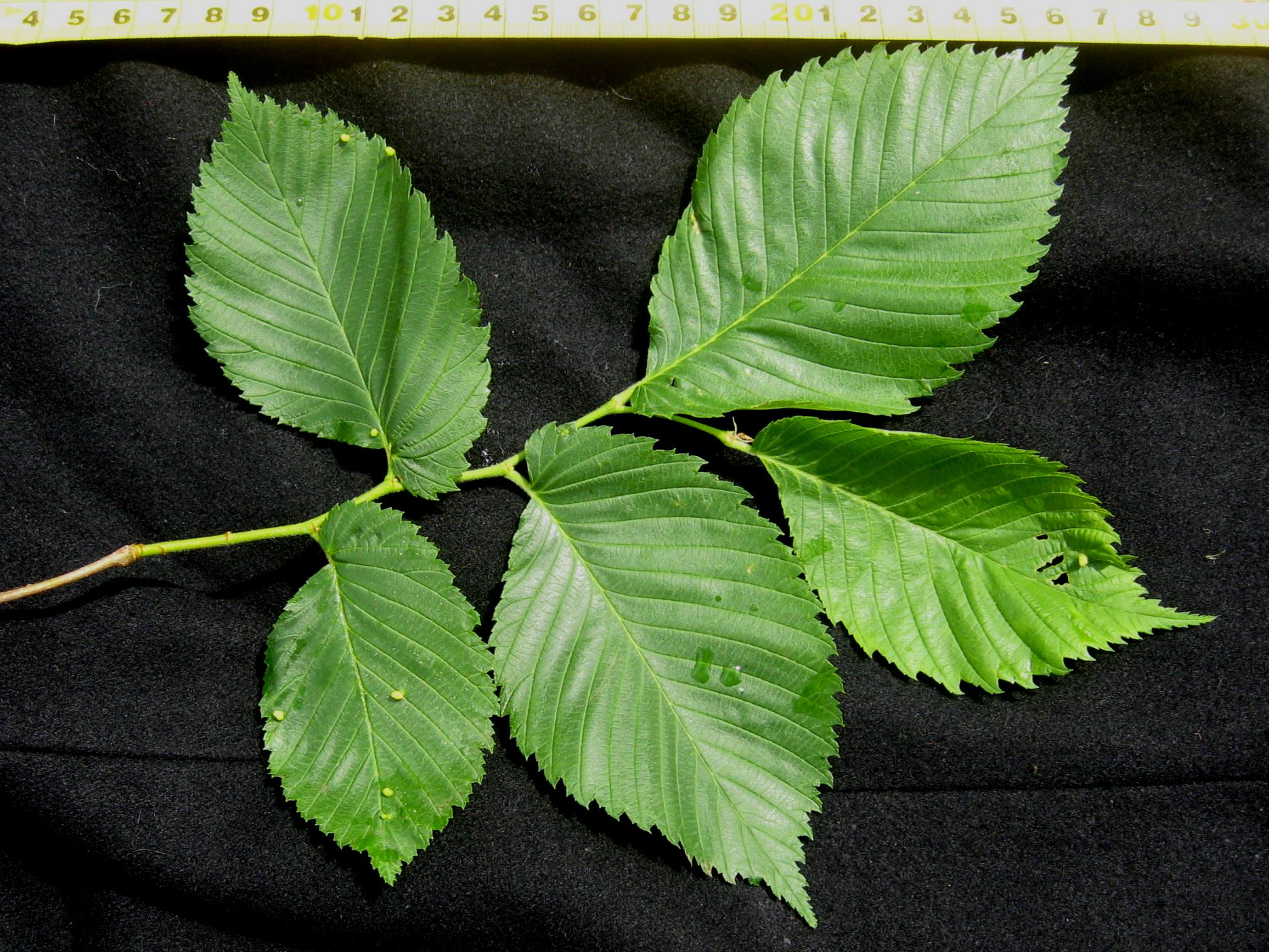
Liście
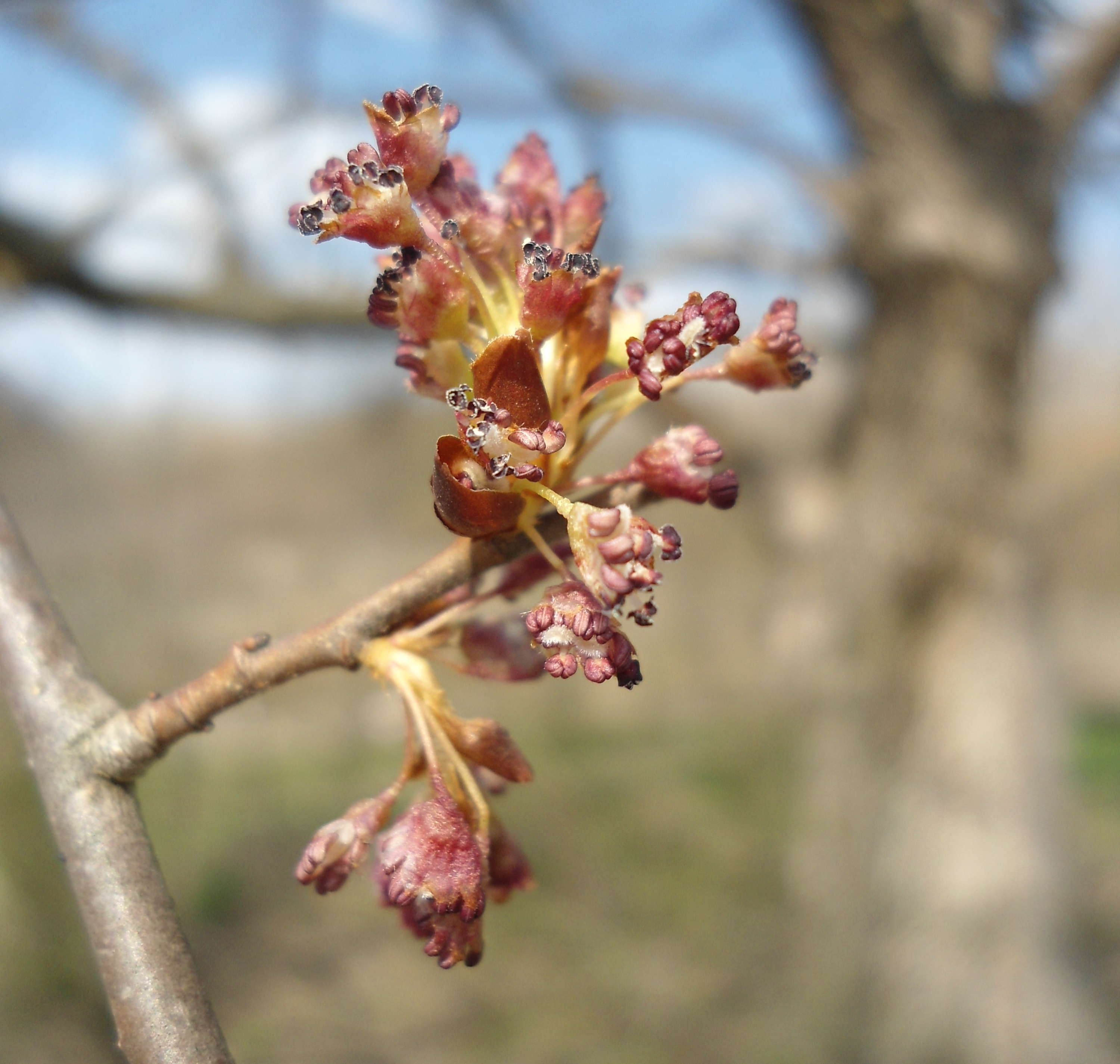
Kwiaty
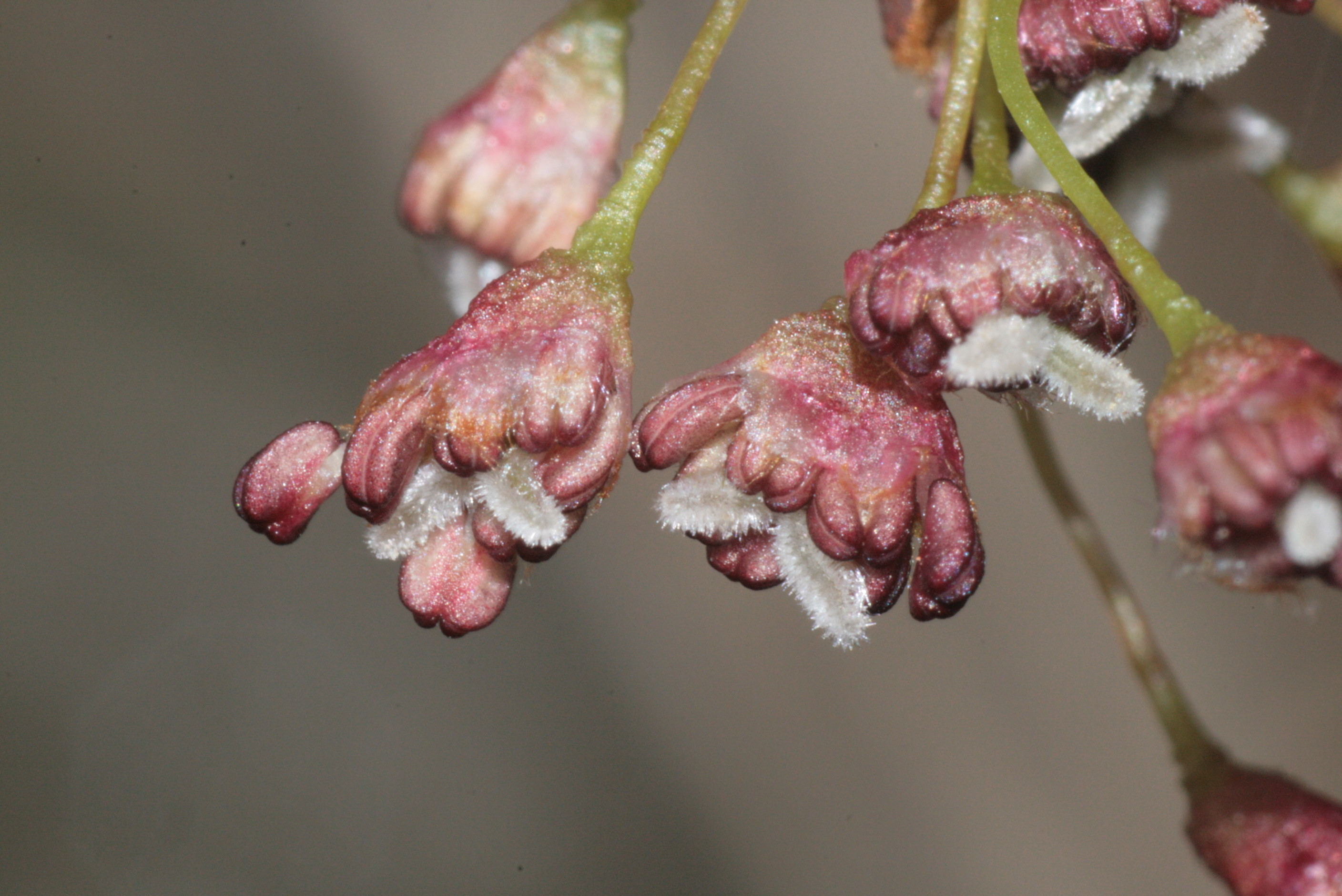
Kwiaty
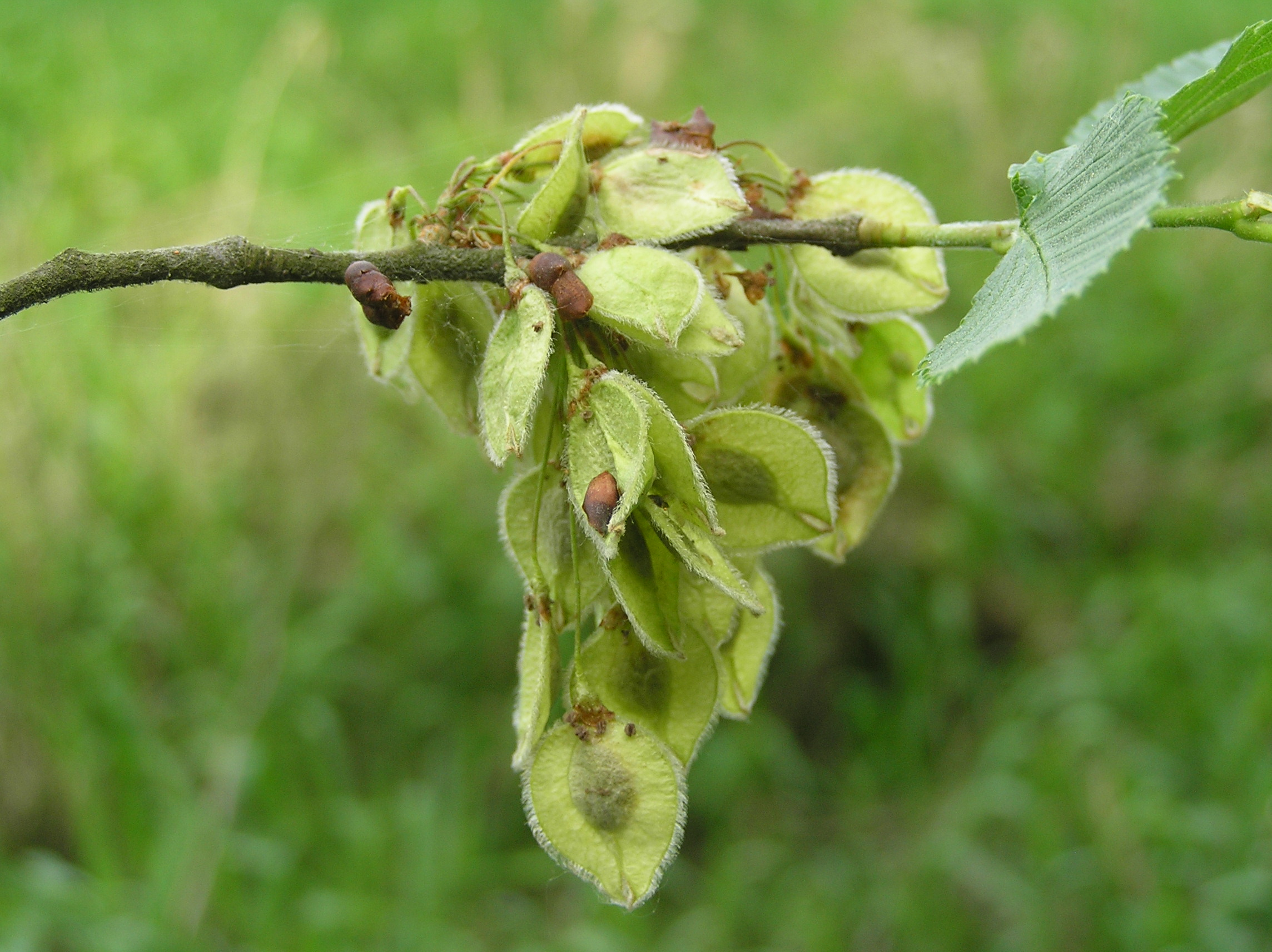
Owoce

## Biologia i ekologia
DrewnoDość twarde i ciężkie, wodoodporne. Jest pierścieniowonaczyniowe i ma jasnożółtawą i brunatną twardziel. Promienie drzewne są bardzo wąskie i widoczne jedynie na przekroju promieniowym jako krótkie i połyskujące odcinki wstęg. Na pozostałych przekrojach są niewidoczne. Słoje roczne na przekroju poprzecznym są dobrze widoczne, gdyż wytwarza pierścień dużych naczyń we wczesnej strefie słoja.
Siedlisko i wymaganiaRośnie w lasach łęgowych wraz z topolami i wierzbami oraz w wilgotnych lasach na żyznych, głębokich glebach. W górach dochodzi do wysokości 1200 m n.p.m. i rośnie głównie nad potokami. Jest wymagający w stosunku do gleby – przeważnie rośnie na żyznych glebach. Dobrze znosi długotrwałe (do 20 dni) zalewy. Jest odporny na mrozy i dobrze znosi zacienienie (gatunek cienioznośny).
Zbiorowiska roślinneNie tworzy czystych drzewostanów, lecz występuje jako domieszka w lasach liściastych. W klasyfikacji zbiorowisk roślinnych gatunek charakterystyczny dla SAll. Ulmenion minoris.
Gatunki powiązaneDrzewo to jest rośliną żywicielską (podobnie jak inni przedstawiciele rodzaju wiąz) gąsienic motyla ogończyka wiązowca.

## Zmienność
Opisano szereg odmian uprawnych, m.in.:
- Ulmus laevis 'Aureovariegata' – kultywar opisany w książce Handbuch der Laubholzkunde w 1903 jako U. effusa f. aureo-variegata Hort. z informacją, że drzewo ma liście z żółtymi plamkami[9].
- Ulmus laevis 'Colorans' – odmiana opisana w 1864 jako drzewo o liściach jesienią czerwieniejących (u roślin typowych liście żółkną)[9].
- Ulmus laevis 'Folia Variegata' – odmiana z liśćmi marmurkowato pstrobarwnymi opisana w 1892 jako U. pedunculata var. foliis variegatis Hort[9].

## Zastosowania
- Roślina ozdobna. Sadzony w parkach. Odporny na naczyniową chorobę wiązów.
- Drewno jest mniej cenne, niż u wiązu polnego i górskiego. Znajduje zastosowanie w budownictwie wodnym i meblarstwie (m.in. do wyrobu sklejek).

## Okazy pomnikowe
Najgrubszy i prawdopodobnie najstarszy wiąz szypułkowy, zarówno w Polsce, jak i w Europie rośnie w Komorowie, w gminie Gubin – to Wiąz Wiedźmin, o obwodzie 930 cm (w 2011 r.). Warto zaznaczyć, że w tej samej gminie, w Węglinach rośnie drugi najgrubszy wiąz szypułkowy w kraju, okaz o obwodzie 840 cm (w 2015).